# Stranka Alenke Bratušek
Stranka Alenke Bratušek (prej Zavezništvo socialno-liberalnih demokratov in Zavezništvo Alenke Bratušek) je bila politična stranka, ki jo je ustanovila nekdanja predsednica vlade mag. Alenka Bratušek. Na evropski ravni je stranka članica Stranke zavezništva liberalcev in demokratov za Evropo. 
Ko Alenke Bratušek v nekdanji stranki, ki jo je vodila (Pozitivni Sloveniji), niso potrdili za predsednico stranke, je s tega položaja odstopila in se odločila za samostojno pot. Ustanovnega kongresa, ki je potekal 31. maja 2014, so se udeležili še nekateri pomembni politiki: Maša Kociper, Jerko Čehovin, Jani Möderndorfer, Maja Dimitrovski, Peter Vilfan, Alenka Pavlič, Roman Jakič, Metod Dragonja, Uroš Grilc, Miran Goslar, Igor Šoltes, Tanja Fajon, Matjaž Han, Darja Radić ter Gorazd Žmauc.
Stranka je bila od vstopa v parlament v času 12. vlade Republike Slovenije v opoziciji, po državnozborskih volitvah 2018 pa je vstopila v 13. vlado Republiko Slovenije, kjer so ji pripadli trije resorji: resor za infrastrukturo ter resorja brez listnice za Slovence v zamejstvu in po svetu ter za kohezijsko politiko. Po razpadu vlade Marjana Šarca, se stranka SAB ni odločila za vstop v 14. vlado Republike Slovenije, pod vodstvom Janeza Janše, ampak je odšla v opozicijo. Na državnozborskih volitvah leta 2022 je stranka izpadla iz parlamenta. Leta 2022 se je pripojila k stranki Gibanje Svoboda.

## Organi stranke
Organi stranke ob ukinitvi
- Predsednica stranke: Alenka Bratušek
- Podpredsednika stranke: Maša Kociper, Tatjana Voj, Slavko Šterman
- Predsednik sveta: Roman Jakič
- Generalni sekretar: Jernej Pavlič
- Izvršni odbor: 7 članov
- Svet stranke: 30 članov

## Volitve

### Državnozborske volitve
| Leto | Št. glasov | Odstotek | Mesto | Število poslancev | +/-          |
| ---- | ---------- | -------- | ----- | ----------------- | ------------ |
| 2014 | 38.293     | 4,38 %   | 7.    | 4 / 90            | nova stranka |
| 2018 | 45.492     | 5,11 %   | 7.    | 5 / 90            | 1            |
| 2022 | 31.117     | 2,61 %   | 9.    | 0 / 90            | 5            |

### Evropske volitve
| Leto | Predsednik      | Št. glasov | Odstotek | Mesto | Število poslancev | Kandidati na listi | Kandidati na listi |
| ---- | --------------- | ---------- | -------- | ----- | ----------------- | ------------------ | ------------------ |
| 2019 | Alenka Bratušek | 19.369     | 4,02 %   | 7.    | 0 / 8             | 1.                 | Angelika Mlinar    |
| 2019 | Alenka Bratušek | 19.369     | 4,02 %   | 7.    | 0 / 8             | 2.                 | Jernej Pavlič      |
| 2019 | Alenka Bratušek | 19.369     | 4,02 %   | 7.    | 0 / 8             | 3.                 | Olga Belec         |
| 2019 | Alenka Bratušek | 19.369     | 4,02 %   | 7.    | 0 / 8             | 4.                 | Andrej Rajh        |
| 2019 | Alenka Bratušek | 19.369     | 4,02 %   | 7.    | 0 / 8             | 5.                 | Đorđe Berak        |
| 2019 | Alenka Bratušek | 19.369     | 4,02 %   | 7.    | 0 / 8             | 6.                 | Mateja Zupan       |
| 2019 | Alenka Bratušek | 19.369     | 4,02 %   | 7.    | 0 / 8             | 7.                 | Andrej Šušmelj     |
| 2019 | Alenka Bratušek | 19.369     | 4,02 %   | 7.    | 0 / 8             | 8.                 | Nina Mauhler       |

### Lokalne volitve
| Leto | Predsednik      | Št. glasov | Odstotek | Število mandatov                               |
| ---- | --------------- | ---------- | -------- | ---------------------------------------------- |
| 2014 | Alenka Bratušek | 1.250      | 0,18 %   | Župani1 / 212Občinski/mestni svetniki7 / 2.750 |
| 2018 | Alenka Bratušek | 5.973      | 0,77 %   | Župani0 / 212Občinski/mestni svetniki7 / 2.750 |

## Zastopanje v Vladah Republike Slovenije
| Vlada | Minister           | Funkcija | Ministrstvo                                                             | Mandat                                 | Predsednik stranke | Predsednik vlade |
| ----- | ------------------ | --- | ----------------------------------------------------------------------- | -------------------------------------- | ------------------ | ---------------- |
| 13.   | Alenka Bratušek    | Ministrica za infrastrukturo | Ministrstvo za delo, družino in socialne zadeve                         | 13. september 2018–13. marec 2020      | Alenka Bratušek    | Marjan Šarec     |
| 13.   | Peter Jožef Česnik | Minister za področje odnosov med RS in avtohtono slovensko narodno skupnostjo v sosednjih državah ter med RS in Slovenci po svetu | Urad vlade za Slovence v zamejstvu in po svetu                          | 13. september 2018–13. marec 2020      | Alenka Bratušek    | Marjan Šarec     |
| 13.   | Angelika Mlinar    | Ministrica brez resorja pristojna za področje razvoja, strateške projekte in kohezijo                                             | Služba Vlade Republike Slovenije za razvoj evropsko kohezijsko politiko | 20. december 2019–13. marec 2020       | Alenka Bratušek    | Marjan Šarec     |
| 13.   | Iztok Purič        | Minister brez resorja pristojen za področje razvoja, strateške projekte in kohezijo                                               | Služba Vlade Republike Slovenije za razvoj evropsko kohezijsko politiko | 19. december 2018 - 20. september 2019 | Alenka Bratušek    | Marjan Šarec     |
| 13.   | Marko Bandelli     | Minister brez resorja pristojen za področje razvoja, strateške projekte in kohezijo                                               | Služba Vlade Republike Slovenije za razvoj evropsko kohezijsko politiko | 13. september 2018–13. november 2018   | Alenka Bratušek    | Marjan Šarec     |

## Znani člani
- Alenka Bratušek, predsednica stranke
- Maša Kociper, poslanka
- Franc Kramar, nekdanji župan Bohinja, poslanec v 8. državnem zboru RS.
- Marko Bandelli, poslanec in minister za kohezijo v 13. vladi Republike Slovenije
- Roman Jakič, minister za obrambo v 11. vladi Republike Slovenije
- Angelika Mlinar, ministrica za kohezijo v 13. vladi Republike Slovenije, nekdanja evropska poslanka avstrijske stranke NEOS
- Iztok Purič, minister za kohezijo v 13. vladi Republike Slovenije